# Elseyornis melanops
Elseyornis melanops е вид птица от семейство Charadriidae, единствен представител на род Elseyornis.

## Разпространение
Видът е разпространен в Австралия и Нова Зеландия.